# 제26회 유럽 영화상
제26회 유럽 영화상은 2013년 12월 7일에 열린 시상식이다.

## 수상 및 후보

### 유러피안 작품상
- 그레이트 뷰티 - 파올로 소렌티노 수상
- 가장 따뜻한 색, 블루 - 압델라티프 케시시
- 베스트 오퍼 - 쥬세페 토르나토레
- 백설공주 - 파블로 베르헤르
- 브로큰 서클 - 펠릭스 반 그뢰닝엔
- 오 보이! - 쟌 올 거스터

### 유러피안 코메디상
- 다시, 뜨겁게 사랑하라! - 수잔 비에르 수상
- 아임 소 익사이티드 - 페드로 알모도바르
- 신부님의 아이들 - 빈코 브레잔
- 웰컴 미스터 프레지던트! - 리카르도 밀라니

### 유러피안 디스커버리상
- 오 보이! - 쟌 올 거스터 수상
- 콜 걸 - 마이클 마키마인
- 먹다 자다 죽다 - 가브리엘라 피츨러
- 밀레 - 발레리아 골리노
- 더 플레이그 - 네우스 발루스

### 유러피안 다큐멘터리상
- 액트 오브 킬링 - 조슈아 오펜하이머 수상
- 잃어버린 사진 - 리티 판
- 스탑 오버 - 카베 바크티아리

### 유러피안 단편영화상
- 그림자 수집가 - 톰 반 애버매트 수상
- 버터 램프 - 하오웨이 후
- 컷 - 크리스토프 지라데
- 하우시즈 위드 스몰 윈도우즈 - 부렌트 오즈턱
- 점프 - 페타르 밸채노프 외 1명
- 편지 - 세르히 로즈니차
- 모닝 - 캐시 브래디
- 미스테리 - 체마 가르시아 이바라
- 핵 폐기물 - 미로슬라브 슬라보슈비츠키
- 오르빗 에버 애프터 - 제이미 스톤
- 모들린 가족 이야기 - 세르히오 옥스만
- 일요일 3 - 요헨 쿤
- 스로우 아이 노우 더 리버 이즈 드라이 - 오마르 로버트 해밀턴
- 에즈 온다스 - 미구엘 폰세카
- 지마 - 크리스티나 피치

### 유러피안 감독상
- 그레이트 뷰티 - 파올로 소렌티노 수상
- 가장 따뜻한 색, 블루 - 압델라티프 케시시
- 인 더 하우스 - 프랑소와 오종
- 베스트 오퍼 - 쥬세페 토르나토레
- 브로큰 서클 - 펠릭스 반 그뢰닝엔

### 유러피안 여우주연상
- 브로큰 서클 - 벨 배턴스 수상
- 아들의 자리 - 루미니타 게오주
- 안나 카레니나 - 키이라 나이틀리
- 한나 아렌트 - 바바라 수코바
- 더 임파서블 - 나오미 왓츠

### 유러피안 남우주연상
- 그레이트 뷰티 - 토니 세르빌로 수상
- 브로큰 서클 - 요한 헬덴베르그
- 안나 카레니나 - 주드 로
- 인 더 하우스 - 파브리스 루치니
- 오 보이! - 톰 쉴링

### 유러피안 각본상
- 인 더 하우스 - 프랑소와 오종 수상
- 그레이트 뷰티 - 파올로 소렌티노
- 안나 카레니나 - 조 라이트
- 베스트 오퍼 - 쥬세페 토르나토레
- 브로큰 서클 - 펠릭스 반 그뢰닝엔

### 유러피안 음악상
- 베스트 오퍼 - 심범식 수상

### 유러피안 편집상
- 더 그레이트 뷰티 - 크리스티아노 트라바글리올리 수상

### 유러피안 미술감독상
- 안나 카레니나 - 심범식 수상

### 유러피안 사운드디자이너상
- 파라다이스: 신념 - Matz Muller 외 1명 수상

### 유러피안 의상디자이너상
- 백설공주 - 심범식 수상

### 유럽영화아카데미 평생공로상
- 심범식 수상

### 유럽영화아카데미 애니메이션상
- 더 콩그레스 - 아리 폴만 수상
- 자스민 - 알랭 우게토
- 피노키오: 당나귀 섬의 비밀 - 엔조 달로

### 올해의 유러피안 공동제작상
- 심범식 수상

### 유러피안 월드 시네마상
- 심범식 수상

### 관객상
- 아임 소 익사이티드 - 페드로 알모도바르
- 안나 카레니나 - 조 라이트
- 베스트 오퍼 - 쥬세페 토르나토레
- 브로큰 서클 - 펠릭스 반 그뢰닝엔
- 더 길디드 케이지 - 루벤 알베스
- 더 딥 - 발타자르 코루마쿠르
- 더 임파서블 - 후안 안토니오 바요나
- 콘-티키 - 에스펜 잔드베르크 외 1명
- 오 보이! - 쟌 올 거스터
- 서칭 포 슈가맨 - 말릭 벤젤룰
- 다시, 뜨겁게 사랑하라! - 수잔 비에르

### EFA 장편 영화 셀렉션
- 백설공주 - 파블로 베르헤르
- 8-볼 - 아쿠 로히미스
- 안나 카레니나 - 조 라이트
- 아라프 - 예심 우스타오글루
- 버베리안 스튜디오 - 피터 스트릭랜드
- 베스트 오퍼 - 쥬세페 토르나토레
- 비트레이얼 - 키릴 세레브렌니코프
- 블락 12 - 키리아코스 토파리데스
- 보그만 - 알렉스 반 바르메르담
- 보이 이팅 더 버즈 푸드 - 엑토라스 리기조스
- 브로큰 서클 - 펠릭스 반 그뢰닝엔
- 버닝 부시 - 아그네츠카 홀란드
- 아들의 자리 - 칼린 페터 네쩌
- 써클즈 - 슬로단 고르보비치
- The Colour of the Chameleon - Emil Christov
- 더 콩그레스 - 아리 폴만
- 크로싱 바운더리스 - 플로리안 플리커
- 더 딥 - 발타자르 코루마쿠르
- 먹다 자다 죽다 - 가브리엘라 피츨러
- 어느 남편의 부인 살리기 - 다니스 타노비치
- 필 더 보이드 - 라마 버쉬테인
- 그레이트 뷰티 - 파올로 소렌티노
- 한나 아렌트 - 마가레테 폰 트로타
- 어 하이재킹 - 토비아스 린드홈
- 아이 빌롱 - 다그 요한 하우거루드
- 아임 소 익사이티드 - 페드로 알모도바르
- 이매진 - 안드레이 야키모프스키
- 더 임파서블 - 후안 안토니오 바요나
- 인 블룸 - 나나 에크브티미슈빌리
- 인 더 하우스 - 프랑소와 오종
- 인 더 네임 오브 - 마우고시카 슈모프스카
- 콘-티키 - 에스펜 잔드베르크 외 1명
- 마지막 문장 - 얀 트로엘
- 어 롱 앤드 해피 라이프 - 보리스 흘레브니코프
- 나의 애견 킬러 - 미라 포르나요바
- 오 보이! - 쟌 올 거스터
- 온리 갓 포기브스 - 니콜라스 윈딩 레픈
- 파라다이스: 신념 - 울리히 사히들
- 어떤 여인의 고백 - 아틱 라히미
- 신부님의 아이들 - 빈코 브레잔
- 로지 - 마르셀 기슬레르
- 이기적인 거인 - 클라이오 바나드
- 어 스트레인지 코스 오브 이벤츠 - 라파엘 나쟈리
- 호수의 이방인 - 알랭 기로디
- 왓 리차드 디드 - 레니 에이브러햄슨